# Great and Little Plumstead
Great and Little Plumstead is een civil parish in het bestuurlijke gebied Broadland, in het Engelse graafschap Norfolk met 3135 inwoners.